# Plan E (Spanje)

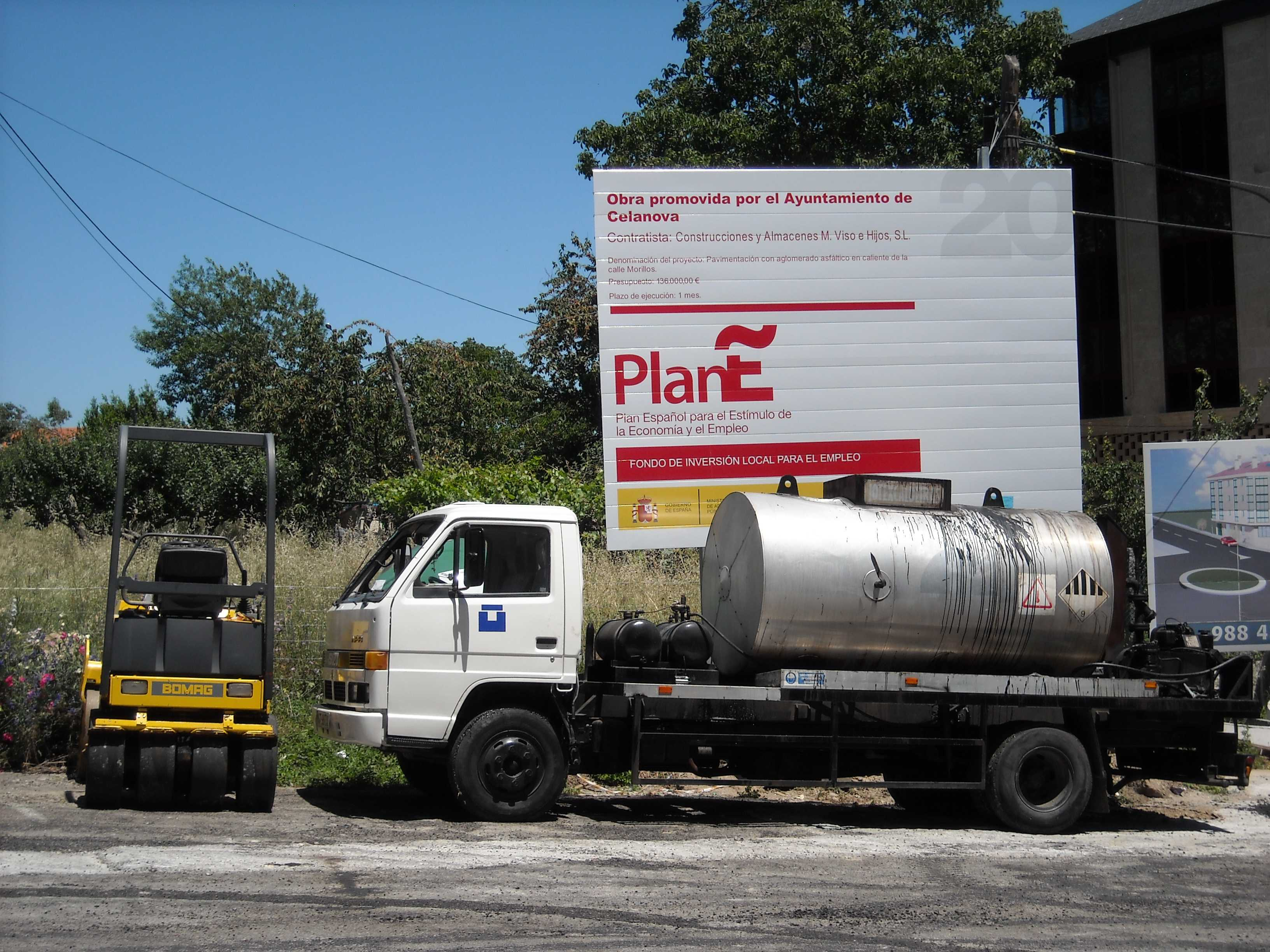
Werkzaamheden gefinancierd binnen het kader van Plan E

Het Plan E, voluit Plan Español para el Estímulo de la Economía y el Empleo (Nederlands: 'Spaans plan voor de stimulering van de economie en voor werkgelegenheid') is het investeringsplan waarmee de regering van José Luis Zapatero de economische crisis van 2007 en later heeft geprobeerd te bestrijden tijdens de negende Spaanse legislatuur. Onder leiding van toenmalig minister van Economie en Financiën en tweede vicepremier Elena Salgado is er sinds januari 2009 55 miljard euro (in eerste instantie 50 miljard en later nog eens 5) geïnvesteerd in verschillende projecten, met als doel de economie weer gaande te krijgen. 

## Investeringen en hervormingen
Plan E is gericht op vier actiegebieden: steun aan bedrijven en gezinnen, ontwikkeling van werkgelegenheid, begrotings- en financieringsmaatregelen en ten slotte maatregelen om de economie te moderniseren. Omdat vooral de bouw hard werd getroffen door de economische crisis, zijn veel van de investeringen ter bevordering van de werkgelegenheid en gericht op modernisatie, geïnvesteerd in bouwprojecten. 
In eerste instantie, in januari 2009, is er een investering van 8 miljard euro gedaan in lokale projecten. Dit Fondo Estatal de Inversión Local ('Staatsfonds voor lokale investering') heeft volgens de regering 426.000 banen gecreëerd of behouden, en 14.500 bedrijven van het faillissement gered. Daarnaast is er 3 miljard in een nieuw fonds voor werkgelegenheid gestoken, goed voor het creëren of behouden van nog eens 100.000 banen. In de daaropvolgende maanden is er 46 miljard euro vrijgemaakt voor het Instituto de Crédito Oficial, onderdeel van het ministerie van Economie en Financiën, dat als werkkapitaal voor bedrijven beschikbaar is gemaakt en waar 365.000 bedrijven van hebben kunnen profiteren.
Vervolgens heeft de regering gedurende het jaar 2009 de arbeidsmarkt versoepeld en ondersteund, bijvoorbeeld door het aanbieden van deeltijdcontracten aantrekkelijker te maken, of door het stimuleren van het op non-actief stellen van werknemers, in plaats van deze te ontslaan. Ook is er 13 miljard euro extra vrijgemaakt voor werkloosheidsuitkeringen en is er extra geld vrijgemaakt voor mensen die een arbeidsongeschikt of bejaard familielid onderhouden.
Andere maatregelen waren het herzien van het bankenstelsel, het verbeteren van het openbaar vervoer maar ook het stimuleren van autobezit, wat beide voor meer werkgelegenheid heeft gezorgd, het verbeteren van voorzieningen voor het toerisme en investeringen in het onderwijs.
Er is 2,5 miljard aan bezuinigingen doorgevoerd in de overheidsbegroting van 2009 om een klein deel van deze bedragen vrij te maken, maar het grootste gedeelte van de investeringen is gedaan met geleend geld.

## Vervolg op Plan E
In maart 2011 heeft de Ley de Economía Sostenible (wet voor duurzame economie) het Plan E opgevolgd. In deze wetten ligt vastgelegd hoe de Spaanse economie versterkt en hervormd gaat worden tijdens het economische herstel. Zoals de naam al zegt, staat hierbij het principe van duurzame ontwikkeling centraal. 